# Иселбах
Иселбах (њем. Isselbach) општина је у њемачкој савезној држави Рајна-Палатинат. Једно је од 137 општинских средишта округа Рајн-Лан. Према процјени из 2010. у општини је живјело 418 становника. Посједује регионалну шифру (AGS) 7141064.

## Географски и демографски подаци
Иселбах се налази у савезној држави Рајна-Палатинат у округу Рајн-Лан. Општина се налази на надморској висини од 165 метара. Површина општине износи 7,2 km². У самом мјесту је, према процјени из 2010. године, живјело 418 становника. Просјечна густина становништва износи 58 становника/km².